# Sugălete
Sugălete è un complesso di 13 costruzioni datate dal secolo XV e XVI, un esempio rinascimentale della Transilvania. Sugălete sono formate da 20 volte e 21 pilastri.